# Trissino (Venetien)
Trissino ist eine norditalienische Gemeinde (comune) mit 8655 Einwohnern (Stand 31. Dezember 2023) in der Provinz Vicenza in Venetien. Die Gemeinde liegt etwa 13,5 Kilometer westnordwestlich von Vicenza am Agno. Die Gemeinde liegt im Valle dell'Agno.

## Verkehr
Die frühere Strada Statale 246 di Recoaro (heute als Provinzstraße SP 246) führt durch das Agno-Tal östlich an der Gemeinde von der Autostrada A4 kommend Richtung Vicentiner Alpen vorbei.

## Wirtschaft und Umwelt
In Trissino war das Chemieunternehmen Miteni ansässig, in dem ab den späten 1960er Jahren bis 2013 unter anderem PFAS erzeugt wurden. Dies führte zu einer Kontamination des Grundwassers und auch des Trinkwassers.

## Gemeindepartnerschaften
Trissino unterhält Partnerschaften mit der bayerischen Stadt Neu-Ulm (Deutschland) und mit der französischen Stadt Bois-Colombes im Département Hauts-de-Seine.

## Sport
Bekannt ist die Gemeinde insbesondere durch das Rollhockey-Team, das in der höchsten Klasse spielt.